# Alexandrine Gninou
Alexandrine Clarita Gninou, née le 22 avril 2000 à Dogbo, est une gymnaste aérobic béninoise.

## Carrière
Alexandrine Gninou est médaillée d'argent en duo mixte et médaillée de bronze par équipes aux Championnats d'Afrique de gymnastique aérobic 2018 à Brazzaville.
Aux Championnats d'Afrique de gymnastique aérobic 2020 à Charm el-Cheikh, elle est médaillée d'argent par équipes et médaillée de bronze en duo mixte ainsi qu'en trio mixte.